# Studenterhjemmet
 Denne artikel bør gennemlæses af en person med fagkendskab for at sikre den faglige korrekthed.
    
Bør efterses og opdateres — Opslaget er fra begyndelsen af 1900-tallet og mangler blandt andet kritikken fra bevægelsen Tidehverv i 1920'erne og senere splittelser. Desuden kontrol af de forskellige benævnelser

Studenterhjemmet i København stiftedes 30. marts 1892 som en studenterforening med det formål at få et hjemsted for de kristelige interesser blandt studenterne. I overensstemmelse hermed har livet i Studenterhjemmet været udpræget religiøst farvet.
Studenterhjemmet, der efter sit første program ikke ønskede udadtil at optræde som almindelig studenterforening som konkurrerede med de andre studenterkorporationer, fik dog karakteren heraf, efter at foreningen havde fået sin egen bygning i Pustervig.
1915 indgik Studenterhjemmet sammenslutning med det 1910 stiftede Kristeligt Studenterforbund og gik senere op i Danmarks Kristelige Studenterforbund. Det tidligere lokale er ombyttet med et i KFUM's hus.